# A doua bătălie de pe Valea Jiului (1916)
A doua bătălie de pe Valea Jiului s-a desfășurat între între 29 octombrie/11 noiembrie - 2/15 noiembrie 1916 și a avut ca rezultat străpungerea apărării forțelor române și forțarea Munților Carpați de către trupele Puterilor Centrale, prin trecătorile Surduc și Vâlcan, în ea fiind angajate forțele Armatei 1 române și forțele Armatei 9 germane.
Bătălia s-a desfășurat la aproape două săptămâni de la Prima bătălie de pe Valea Jiului, încheiată cu victoria forțelor române. În urma analizei efectuate după această bătălie, comandamentul forțelor germane a ajuns la concluzia că cel mai potrivit loc pentru forțarea Munților Carpați era tot Valea Jiului, având în vedere caracteristicile terenului și deficiențele dispozitivului de luptă al forțelor române, aflate într-un număr mic, dispuse pe un front de peste 30 de km., în detașamente izolate, care nu se puteau susține reciproc.
Spre deosebire de prima bătălie, unde comandamentul german a mizat pe surprindere, de această dată decide ca străpungerea apărării să se facă printr-un atac frontal masiv, urmat de o învăluire strategică realizată de un corp de cavalerie special constituit pentru această misiune. Forțele destinate erau de cinci divizii de infanterie, două divizii de cavalerie și patruzeci și cinci de baterii de artilerie. Forțele române dispuneau doar de o divizie de infanterie - Divizia 1 Infanterire - și șaptesprezece baterii de artilerie, fără cavalerie.
Bătălia a început la 29 octombrie/11 noiembrie și a durat cinci zile, timp în care forțele române sau retras apărându-se pe aliniamente succesive sub presiunea forțelor germane, mult superioare ca număr, armament și tehnică de luptă. La 2/15 noiembrie 1916 frontul român a fost străpuns, forțele germane ocupând orașul Târgu Jiu.
Pierderea bătăliei a avut un impact strategic major asupra frontului românesc, permițând forțelor germane să debușeze în Câmpia Română, fapt care va duce în mai puțin de două luni la ocuparea întregului teritoriu al Munteniei și Dobrogei.

## Contextul operativ strategic

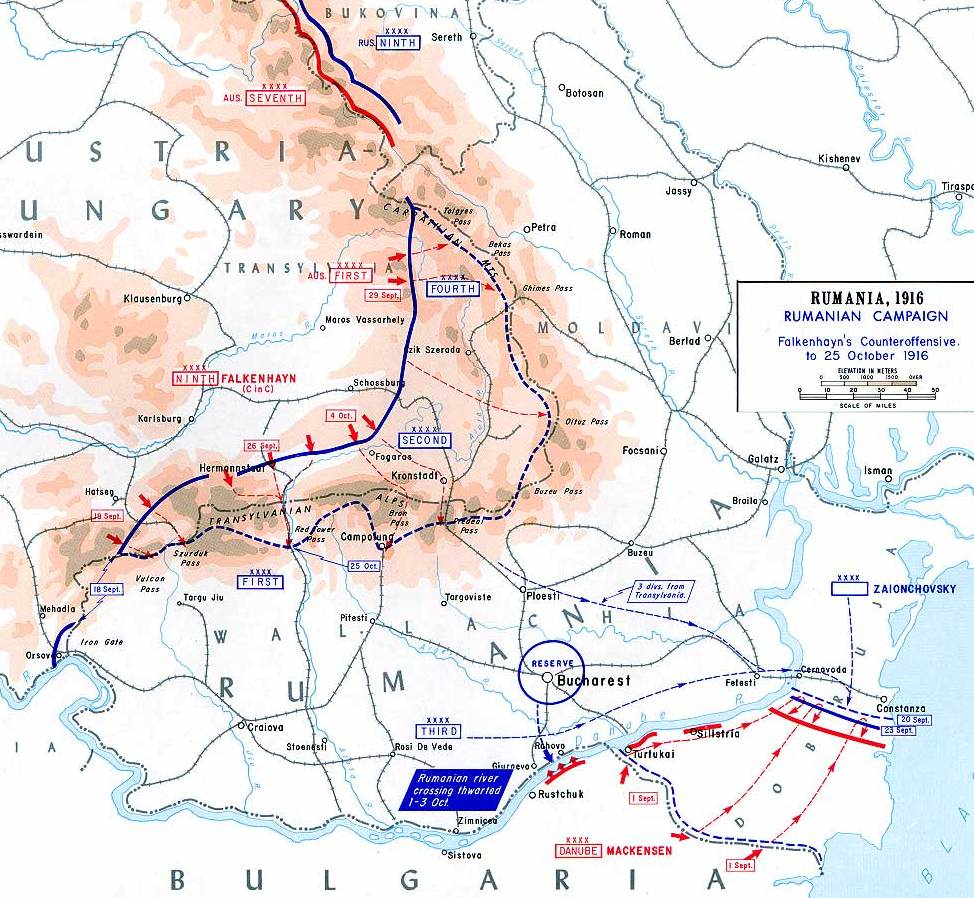
Contraatacul Puterilor Centrale, septembrie-octombrie 1916

Bătălia de pe Valea Jiului a făcut parte din operația de apărare a trecătorilor din Munții Carpați, cea de-a treia operație de nivel strategic desfășurată de Armata României în campania anului 1916. Ea s-a desfășurat începând cu a doua decadă a lunii septembrie și până la începutul lunii octombrie 1916, având trei obiective principale: oprirea ofensivei declanșate de inamic pe frontul din Transilvania, menținerea și consolidarea unui dispozitiv defensiv pe aliniamentul  Munților Carpați și crearea condițiilor pentru reluarea inițiativei strategice și trecerea la ofensivă.:pp 472-473
Gruparea de forțe inamică era comandată de arhiducele Carol, moștenitorul tronului austro-ungar și era formată din trei armate: Armata 7 austro-ungară, acționând în Bucovina, Armata 1 austro-ungară acționând între Târnava Mare și Olt și Armata 9 germană acționând în partea sudică a frontului, aflată sub conducerea generalului Erich von Falkenhayn, proaspăt demis din funcția de  șef al Statului Major general.:pp 23-27
Planul de operații al Puterilor Centrale prevedea în faza inițială o dublă ofensivă. Prima dintre acestea era a Armatei 1 austro-ungară în zona Trotuș-Oituz având ca scop ocuparea acestei trecători și ulterior interceptarea comunicației de pe Valea Siretului pentru a preveni sosirea ajutoarelor ruse. Cea de-a doua urma să fie desfășurată de Armata 9 germană și avea ca obiectiv „deschiderea drumului peste munți spre București, pe calea cea mai scurtă, astfel ca întreg teritoriul de vest al Munteniei să fie tăiat ca de un cuțit”. Dacă aceste două operații reușeau, planul prevedea o a treia operație care consta în trecerea Dunării de către forțele aflate sub comanda lui Mackensen și desfășurarea unui atac concentrat asupra Bucureștiului.:p. 394
Planul general al ofensivei Armatei 9 germane prevedea „trecerea munților odată cu inamicul, sau în cel mai rău caz înainte ca el să aibă timpul a se instala în lucrările de fortificație existente pe înălțimile trecătorilor de pe granițe”.:p. 105 În acest scop urmau să fie atacate succesiv forțele românești care apărau trecătorile Carpaților Meridionali, în vederea ocupării prin surprindere a uneia dintre acestea și facilitarea astfel a trecerii grosului forțelor germane la sud de Carpați.:pp 105-132
Planul de operații român prevedea trecerea la apărarea strategică pe întreg frontul de nord și menținerea de către cele trei armate (1, 2 și de Nord) a aliniamentului Carpaților până la sosirea iernii „când zăpezile mari ce vor cădea peste munți vor opri operațiile”.:p. 391

## Decizia

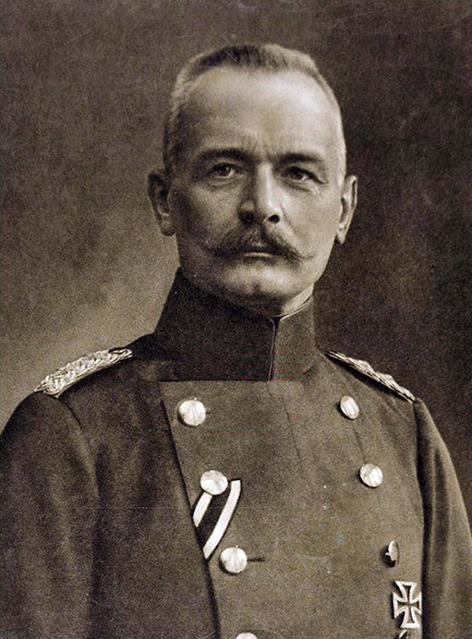
Generalul Erich von Falkenhayn

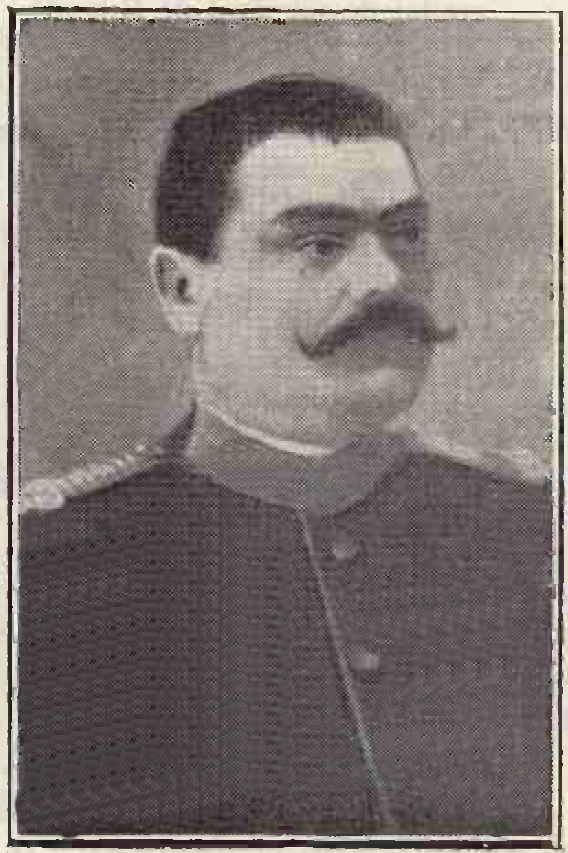
Generalul Paraschiv Vasilescu

Înfrângerea forțelor germao-austro-ungare în Prima bătălie de pe Valea Jiului a fost interpretată diferit de cele două părți. Generalul Falkenhayn  a realizat, în ciuda înfrângerii, că în Valea Jiului Carpații puteau fi forțați cel mai ușor. 
Rezultatul calculelor a fost ca ceea ce n-am putut obține în regiunea Surduc, prin surprindere, trebuia obținut prin întrebuințarea forței brutale. Numai în această cea mai îngustă porțiune a munților era posibil a executa cu trupele trecerea spre câmpia românească, într-un marș forțat. Numai aici cunoșteam condițiunile, de ambele părți ale șoselei, în mod precis. Aci ieșirea spre Sud se afla în mâna noastră, și puteam spera să surprindem inamicul. Era evident, că după succesul obținut împotriva lui Kneussel, el nu mai conta pe repetarea atacului nostru.:p. 134
Marele Cartier General român, sub euforia succesului neașteptat, considera că forțele Puterilor Centrale nu vor mai încerca o nouă lovitură pe Valea Jiului, până la sosirea iernii. 
La comandamentul nostru, printr-o greșeală de judecată, nu se aștepta nimeni ca inimicul să repete lovitura în același loc unde fusese înfrânt, iar concentrarea formidabilei armate a lui Kühne se făcuse cu atâta discreție încât ai noștri nu băgaseră de seamă nimic.:p. 459
După victoria în prima bătălie de pe Jiu, din prima parte a lunii octombrie, Armata 1 română, comandată după moartea generalului Ioan Dragalina de către generalul Paraschiv Vasilescu, a trecut la punerea în aplicare măsurilor din planul de reorganizare ordonat de Marele Cartier General, încă de la 9 octombrie, dar care trebuiseră să fie amânate de intervenția germană. Divizia 11 Infanterie a fost scoasă de pe front și redislocată pentru refacerea capacității de luptă, în zona Pitești. Sectorul ocupat de aceasta a fost preluat de unități ale Diviziei 1 Infanterie.:p. 13
La 16/29 octombrie 1916, în chiar ziua în care forțele comandate de generalul von Kneussl erau înfrânte de forțele române în prima bătălie din Valea Jiului, Falkenhayn - formându-și convingerea că acolo era locul cel mai ușor de străpuns apărarea forțelor române, a luat decizia de a ataca din nou. În acest sens, a dat următorul ordin de luptă generalului Viktor Kühne, comandant al nou sositului Comandament General LIV Rezervă:
Misiunea ce vă încredințez este de a curați de inamic, deocamdată, ambele părți ale șoselei Surduc, prin înaintarea spre ieșirile din munți, până în regiunea Târgu Jiului, pe care o veți stăpâni astfel încât Corpul de Cavalerie Schmettow să poată împinge imediat spre sud, în câmpie. Ulterior, Corpul LIV, întărit, va continua înaintarea în direcția generală sud-est, având Corpul de Cavalerie pe flancul său sudic.:p. 134
Pentru a distrage atenția părții române, Falkenhayn a ordonat, totodată, să se desfășoare „o activitate combativă pe toate șoselele la est de Surduc”, și anume pe Valea Oltului și în pasurile Bran, Predeal, Buzău și Oituz, pentru a nu-i permite comandamentului român executarea de manevre de forțe spre sectorul prevăzut pentru ruperea frontului. De asemenea, Falkenhayn instalează în mod ostentativ Cartierul General al Armatei 9 la Brașov, unde desfășoară activități publice de mare vizibilitate: recepții, parade militare, vizite dese frontului de la Predeal, menite să ajungă la cunoștința comandamentului român și să le distragă atenția de la Valea Jiului.:p. 136:p. 460

## Forțe participante

### Dispozitivul forțelor române
Forțele române erau reprezentate de Divizia 1 Infanterie. Divizia 1 Infanterie fusese reconstituită după Prima bătălie de pe Valea Jiului din unități luate de la Grupul Cerna și din resturile unor unități ale Diviziei 11 Infanterie, care încă nu apucaseră să plece. Totalul forțelor române era de 18 batalioane și jumătate de infanterie, o jumătate de escadron de cavalerie și 16 baterii de artilerie, organizate în Brigada 21 Infanterie - comandată de colonelul Constantin Jipa, Brigada 22 Infanterie - comandată de colonelul Mihail Obogeanu și un detașament mixt (2 batalioane de infanterie și o baterie de artilerie), comandat de locotenent-colonel Dumitru Trușculescu.:p. 13
Unitățile din componența Diviziei 1 Infanterie se aflau în linia întâi de la începutul războiului, aveau rândurile împuținate, iar oamenii erau obosiți până la extenuare. Divizia ocupa un dispozitiv de luptă centrat pe trecătorile Vâlcan și Surduc. Dispozitivul forțelor române nu era continuu, fiind format din detașamente dispuse pe principalele căi de comunicație.:pp 476-477
La data 28 octombrie/10 noiembrie 1916, forțele Diviziei 1 Infanterie, care aveau misiunea de a apăra Valea Jiului erau grupate în Detașamentul Jiu - format din 10 batalioane de infanterie și 9 baterii de artilerie, ocupând dispozitiv de luptă în sectorul Dealul Arcanul-nord Bumbești-Dealul Muncelul-Dealul Molidviș-Vârful Parâng. Restul forțelor diviziei - 10 batalioane de infanterie și 7 baterii de artilerie erau grupate în Detașamentul Cerna, cu misiunea de a apăra defileul Dunării. Rezerva diviziei - formată din 4 batalioane de infanterie, 1 escadron de cavalerie și 3 baterii de artilerie, era dispusă la Filiași, cu un detașament la Baia de Aramă.:p. 159
Dispozitivul de luptă al Diviziei 1 Infanterie a fost inspectat la data de 27 octombrie/9 noiembrie 1916 - cu o zi înainte de declanșarea ofensivei germane - de către șeful proaspăt sositei Misiuni Militare Franceze, generalul Henri Berthelot. Acesta aprecia organizarea ca fiind deficitară, în sensul în care dacă ieșirea din defileu era bine supravegheată și apărată, dispozitivul de luptă din estul și vestul defileului ar fi putut fi mai bine organizat, recomandând realizarea acoperirii corespunzătoare a distanțelor mari existente între cele trei centre de rezistență.:p. 17

### Dispozitivul forțelor germane

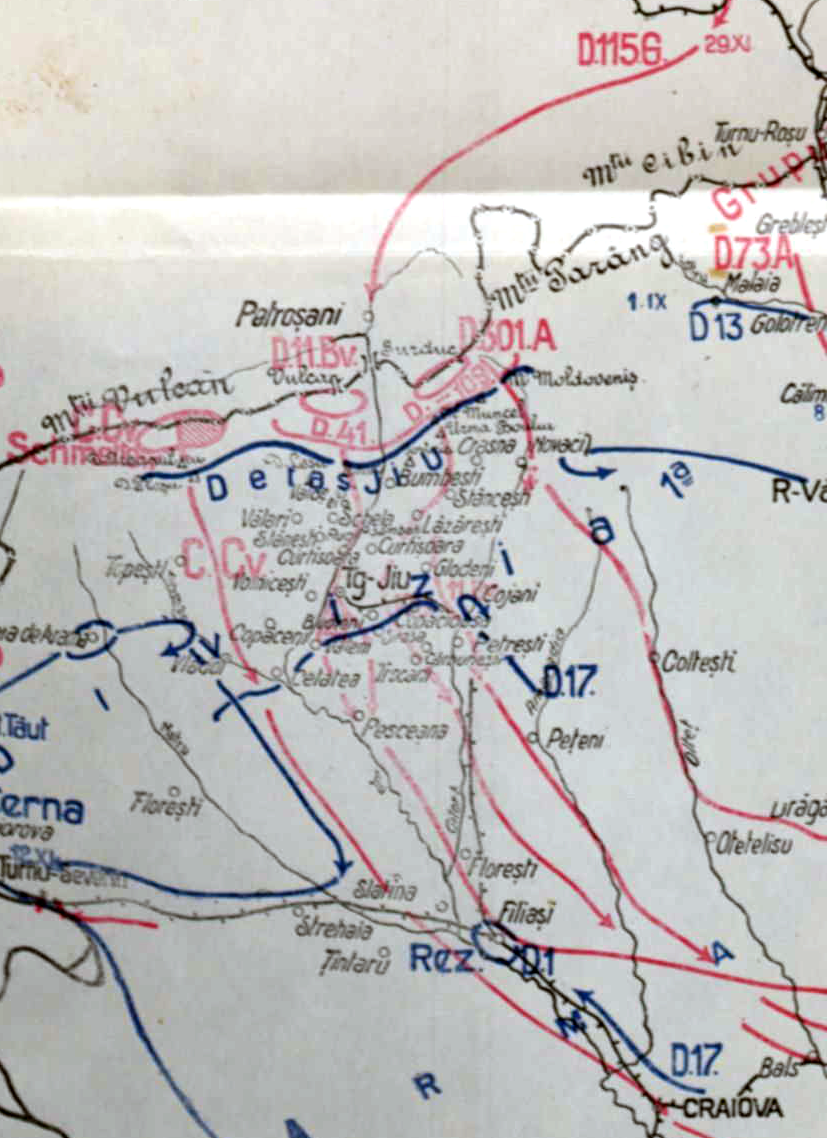
Dispozitivele de luptă ale combatanților

Pentru atacul pozițiilor românești, comandamentul german destinase o grupare de forțe pusă sub comanda Comandamentului General LIV Rezervă, comandant de generalul Viktor Kühne. Gruparea era compusă din compusă din patru divizii de infanterie - Divizia 11 Infanterie Bavareză, Diviziile 301, 41 și 109 Infanterie germane - și un corp de cavalerie, sub comanda generalului Eberhard von Schmettow, format din Diviziile 6 și 7 Cavalerie germane și un detașament de patru automobile blindate, precum și 45 de baterii de artilerie. Rezerva grupului era formată din Divizia 115 Infanterie germană și o brigadă de cicliști. Efectivele aflate sub comanda generalului Kühne numărau 60.000 de oameni și 30.000 de cai.:p. 459:p. 141
Raportul de forțe era unul net defavorabil părții române::p. 476
|                          | Divizia 1 Infanterie română | Comandamentul General LV Rezervă | Raportul de forțe |
| ------------------------ | --------------------------- | -------------------------------- | ----------------- |
| Batalioane de infanterie | 21                          | 28                               | 1/1,8             |
| Escadroane de cavalerie  | 1                           | 53                               | 1/53              |
| Baterii artilerie        | 17                          | 45                               | 1/2,1             |
| Mitraliere               | 20                          | 290                              | 1/11,2            |

La data 28 octombrie/10 noiembrie 1916, forțele aflate sub comanda Comandamentului General LIV Rezervă, care aveau misiunea de a forța Valea Jiului erau grupate astfel:
- în linia I: Divizia 41 Infanterie germană la vest de Jiu și Divizia 109 Infanterie germană la est de Jiu; 
- în linia II: Divizia 11 Infanterie bavareză, în spatele Diviziei 41 Infanterie și Divizia 301 Infanterie rezervă, în spatele Diviziei 109 Infanterie; 
- Corpul de Cavalerie, masat pe Dealul Arcanului;
- rezerva: Divizia 115 Infanterie, în curs de transport spre Petroșani.:p. 159

## Comandanți

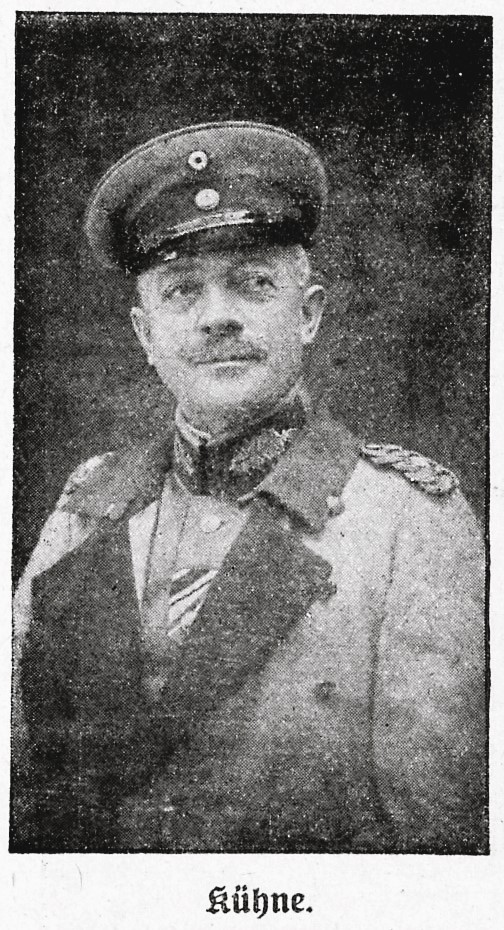
Generalul Viktor Kühne

### Comandanți români
Comandant ai Armatei 1 - General de brigadă Paraschiv Vasilescu

Comandant al Diviziei 1 Infanterie - Colonel Ioan Anastasiu

### Comandanți ai Puterilor Centrale
Comandant al Armatei 9 - General de infanterie Erich von Falkenhayn

Comandant al Comandamentului General LIV Rezervă - General-locotenent Viktor Kühne

Comandant al Corpului de Cavalerie - General-locotenent Eberhard von Schmettow

Comandanți de divizie
- Divizia 41 Infanterie germană - General-maior Heinrich Schmidt von Knobelsdorff
- Divizia 109 Infanterie germană - General-maior Horst Ritter und Edler von Oetingerö
- Divizia 11 Infanterie bavareză - General-locotenent Paul von Kneussl
- Divizia 301 Infanterie bavareză - General locotenent Johannes von Busse
- Divizia 6 Cavalerie germană - General-maior Karl Stenger
- Divizia 7 Cavalerie germană - General-maior Albert von Mutius[5]:pp. 183-184

## Planurile de operații
După eșuarea planului de trecere a munților prin surprindere, generalul Falkenhayn decide ca pentru noua bătălie să utilizeze tactica unui atac frontal masiv, că ceea ce nu a obținut la Surduc prin surprindere „trebuia obținut prin întrebuințarea forței brutale”.:p. 139 În acest scop, cele cinci divizii de infanterie sunt dispuse într-un dispozitiv de luptă ofensiv pe două eșaloane, cu câte două divizii în fiecare eșalon și o divizie în rezervă.
Diviziile din primul eșalon aveau misiunea de a rupe apărarea forțelor române, cele din eșalonul doi era de a consolida și lărgi breșele astfel create, astfel încât să creeze condițiile pentru intrarea în acțiune a Corpului de Cavalerie, care avea misiunea de a exploata strategic străpungerea realizată, prin executarea unei manevre învăluitoare de întoarcere a aripii drepte a forțelor române, concomitent cu tăierea căilor de retragere a acestora. Data atacului a fost stabilită inițial pentru 26 octombrie/8 noiembrie pentru a fi amânată ulterior pentru data de 29 octombrie/10 noiembrie 1916.:pp. 458-461:p. 151
Grupul Kühne luptă pentru a pune într-o primă fază stăpânire pe ieșirile din munți, de ambele părți ale șoselelor Vulcan și Surduc; va înainta apoi spre Sud astfel, încât Corpul de Cavalerie să câștige libertatea de acțiune.:p. 140
----- General Erich von Falkenhayn, Ordin de luptă din 9 noiembrie 1916
Comandamentul român nu prevedea desfășurarea unei acțiuni militare de amploare a forțelor Puterilor Centrale în sectorul Văii Jiului până la sosirea iernii. Se considera că vor fi duse doar acțiuni locale, frontul urmând să se stabilizeze pe pozițiile existente. Din aceste considerente a decis retragerea Diviziei 11 Infanterie din acest sector, în vederea refacerii și intrării în rezerva generală strategică, în curs de constituire.:p. 458

## Desfășurarea acțiunilor militare

### Pregătirea trecerii la ofensivă

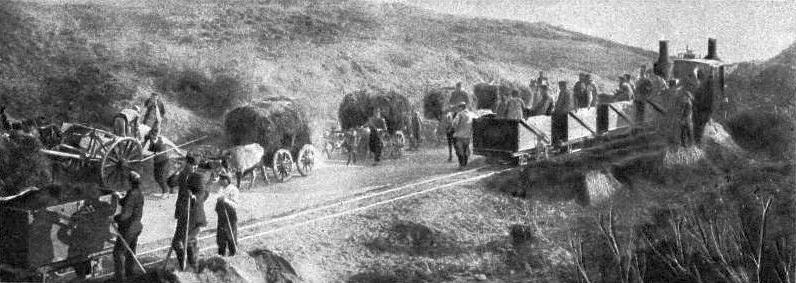
Transport de trupe pe calea ferată de tip Decauville

Pornind de la învățămintele trase din desfășurarea Prima bătălie de pe Valea Jiului comandamentul german a pregătit cu minuțiozitate noua ofensivă. Au fost reparate și consolidate toate drumurile prevăzute a fi folosite, pentru a putea suporta artileria grea - tractată cu auto-tractoare, automobilele blindate și camioanele. Au fost stabilite depozite înaintate de muniții și alimente, iar trupele au fost prevăzute cu îmbrăcăminte și echipament de munte. Șoseaua din defileul Jiului, controlată de forțele germane până la mijlocul distanței dintre Lainici și Bumbești, împreună cu calea ferată îngustă (de tip Decauville), instalată din timpul neutralității pentru a înlesni transportul de grâne, au fost destinate pentru transportul artileriei grele și ușoare, precum și a unei părți din trupe.:p. 458 Generalul Erich von Falkenhayn, el însuși impresionat de efortul depus arăta că Tot ceea ce trebuia să fie creat, s-a făcut cu ajutorul tuturor mijloacelor imaginabile ale tehnicei moderne, cu o severitate fără cruțare.:p. 141
Pregătirile au fost executate în cel mai strict secret, acordându-se o atenție sporită planificării la nivel de detaliu. După cum arăta istoricul Constantin Kirițescu, cele mai riguroase măsuri de poliție asigurau ordinea transporturilor. Fiecare detașament, fiecare vehicul fiecare cal, își avea locul fixat atât în coloanele de marș cât și în punctele de staționare. Instalații luminoase și de semnalizare, posturi telefonice, ofițeri cu însărcinări speciale, posturi de jandarmerie, serveau la menținerea ordinei cu energie de fier, după un regulament special. La cea mai mica abatere, pedeapsa urma cu severitate; când o căruță ieșea din coloana de marș, eră fără milă aruncată în râu.:p. 458
La 28 octombrie/10 noiembrie 1916, în pre-ziua declanșării ofensivei, forțele germane au executat o câteva acțiuni de luptă locale, în anumite sectoare ale frontului, în vedere ocupării punctelor dominante din stânga văii Jiului. Deși trupele române au opus o rezistență dârză, forțele germane au reușit să ocupe înălțimile Muncelul, Molidvișul și Urma Boului, asigurându-și astfel siguranța de flanc.:p. 476

### Desfășurarea ofensivei

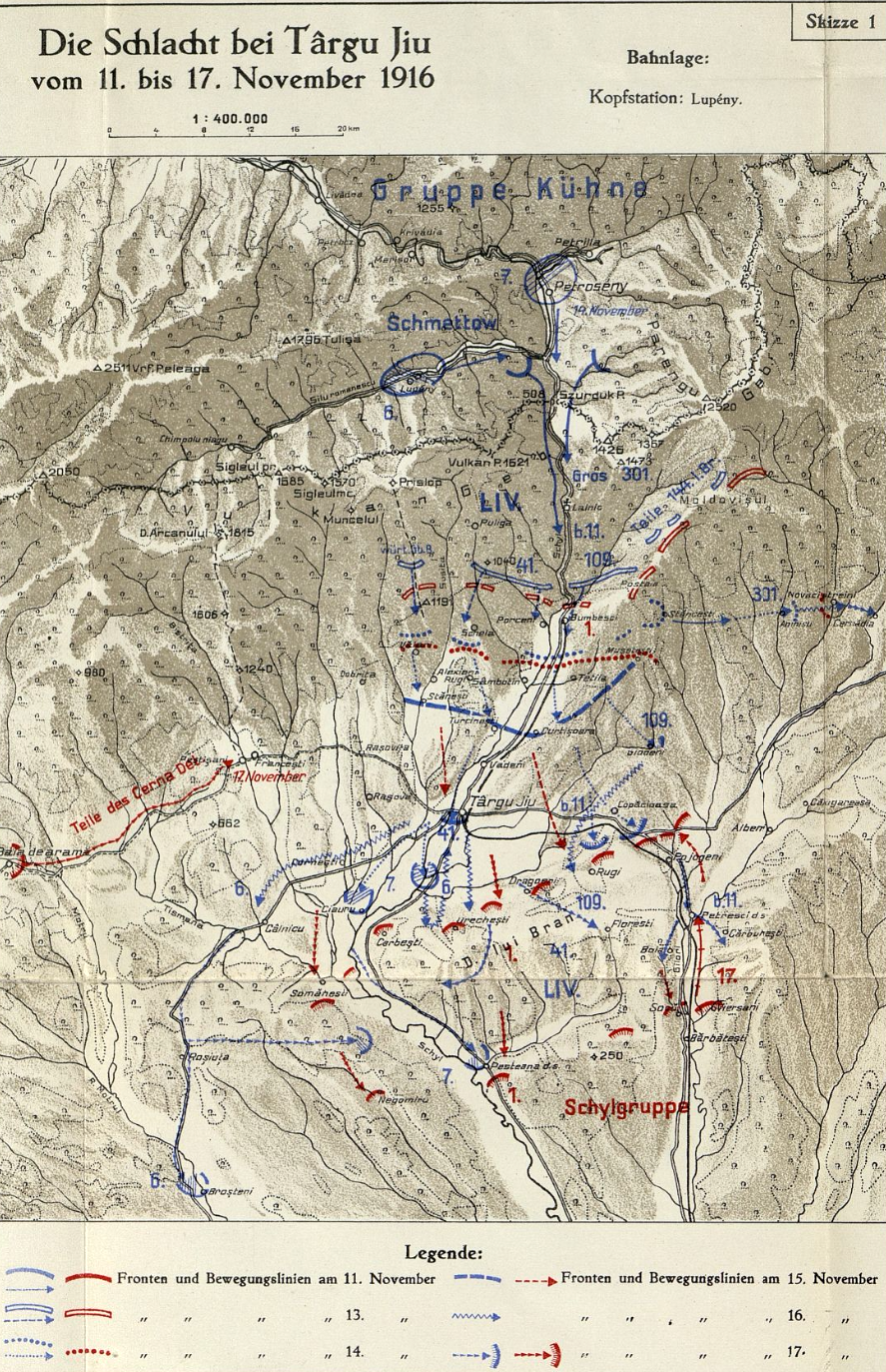
Desfășurarea acțiunilor militare

Ofensiva germană a fost declanșată la 29 octombrie/11 noiembrie 1916 printr-o puternică pregătire de artilerie, la care au participat peste 250 de tunuri, de toate calibrele. Sub protecția artileriei, au fost introduse în luptă cele patru divizii de infanterie germane, direcția principală de atac fiind șoseaua din defileul Jiului, spre deosebire de cea din prima bătălie de pe Valea Jiului, când atacul fusese centrat pe șoseaua Buliga, din Vâlcan. Frontul atacului era de 30 de kilometri, de la Dealul Molidvișului - la est - până la vest de Pasul Vâlcan, fiind ocupat de forțele Diviziei 41 Infanterie germană - în sectorul vest Pasul Vâlcan-Valea Jiului și Divizia 109 Infanterie germană - în sectorul Valea Jiului-Dealul Molidviș.:p. 460
Până la sfârșitul primei zile de luptă Divizia 41 Infanterie ajunge pe aliniamentul Dealul Leșului-Vălari-Schela-nord - Birnici, iar Divizia 109 Infanterie ajunge pe aliniamentul Postaia-Urma Boului-Molidviș. În aceste condiții, comandamentul german renunță la introducerea în front a celorlalte două divizii - Divizia 11 Infanterie bavareză și Divizia 301 Infanterie rezervă - direcționându-le prin marș spre sud, pe căile de comunicații din defileu.:p. 159
Cu tot raportul de forțe net superior, înaintarea forțelor germane în prima zi a fost relativ mică, rezistența forțelor române fiind mai mare decât se aștepta. Astfel, la aripa dreapta a Diviziei 41 Infanterie, Batalionul Alpin (Wurtemberg), a reușit abia după o zi de luptă continuă să ocupe Dealul Leșului (cota 1.191), apărat de două companii din Regimentul Gorj No. 18. Pe „Drumul Neamțului”, din Pasul Vâlcan, Divizia 41 atinge abia spre seară Schela. Falkenhayn constată că înaintarea la aripi era de doar 3-4 km, în timp ce la centru, atacul s-a oprit în fața poziției fortificate organizată de forțele române la Bumbești.:p. 460
Pentru înfrângerea rezistenței de la Bumbești a fost nevoie de două zile de lupte și de o violentă acțiune a artileriei grele, care a distrus lucrările de fortificație și cupolele micilor tunuri de fortificație, de 53 mm din dotarea forțelor române. În a doua zi a ofensivei, 30 octombrie/12 noiembrie 1916, Divizia 41 Infanterie a înaintat până pe aliniamentul sud Dealul Pleșu-Sâmbotin. Divizia 109 Infanterie a ocupat gara Bumbești, ajungând la sud de dealul Postaia. Divizia 301 a ajuns cu capul coloanei de marș la est de Postoaia iar Divizia 11 la sud-vest de ieșirea din defileu.:p. 159
După pierderea Bumbeștilor,trupele Detașamentului Jiu sau retras pe aliniamentul Vălari-Rugi-Sâmbotin-Bârcaciu, aliniament în fața căruia forțele germane au ajuns la 31 octombrie/13 noiembrie 1916.:p. 141
Amenințat permanent de pericolul întoarcerii flancului său drept, Detașamentul Jiu a încercat o ultimă rezistență pe acest aliniament. Luptele au fost înverșunate. Cele două companii care apărau satul Vălari au contraatacat forțele superioare inamice de trei ori în acea zi, fiind silite să părăsească pozițiile doar în urma unui bombardament puternic de artilerie. Pentru cucerirea Sâmbotinului, forțele germane au fost nevoite să dea șapte atacuri consecutive.:p. 460
Nu se poate tăgădui că infanteria română luptă cu vitejie; fără îndoială că ea se arată îndrăzneață și dibace în apărarea pozițiilor ei din munte, bine organizate; desigur că ea atacă cu hotărâre în contraofensivă; dar ea se dovedește foarte simțitoare față de focul artileriei. În special față de focul calibrelor grele și nedeprinși în apărarea contra atacurilor înconjurătoare, împotriva cărora, artileria lor, pipăind nesigur, nu le poate asigură la timp apărarea.
Copleșite numeric, forțele române mai încearcă o ultimă rezistență, la 1/14 noiembrie 1916, pe aliniamentul Turcinești-Curțișoara, cu scopul de a acoperi concentrarea forțelor române, la sud de Târgu Jiu.:p. 159

### Ruperea apărării forțelor române
Către generalul-locotenent Kuhne: 

1. Corpul LIV urmărește pe inamic în direcția generală sud-est și pune stăpânire mai întâi pe linia Rogojani-Călugăreasa, având aripa dreaptă puternică și o eșalonare în adâncime tot înspre dreapta. O flanc-gardă va porni de-a lungul muntelui spre Miloștea.

2. Corpul de Cavalerie Schmettow va acționa după trecerea defileului sub comanda Armatei și are ordin de a ajunge deocamdată la Filiași, printr-o urmărire învăluitoare. Se atrage atențiunea asupra importanței de a menține în continuă legătura cu Armata. Circulația prin trecătoare se va reglementa și în viitor, de statul major al Corpului LIV.

3. Posturile rămase încă în urmă, în munți, în est de Surduc (care stabileau legătura cu Grupul Olt), vor porni de îndată înspre sud.

Către generalul-locotenent conte von Schmettow:

Corpul de Cavalerie va începe urmărirea prin învăluire la 2 noemvrie. Primul obiectiv este Filiași. Misiunea corpului este: a tăia retragerea inamicului din fața Corpului LIV.

În consecință, Corpul de Cavalerie trebuie să-și organizeze marșul astfel ca la o rezistență a inamicului opusă Corpului LIV, să acționeze prin învăluire.

În seara zilei de 1/14 noiembrie 1916 apărarea forțelor române este ruptă, iar a doua zi forțele germane ocupă orașul Târgu Jiu. Generalul Falkenhayn recunoștea și el meritele forțelor române, dar și situația grea în care acestea se găseau, arătând că Inamicul s-a bătut pretutindeni cu vitejie, a încercat să execute și contra-atacuri, era însă acum în curs de retragere spre sud.:p. 142 Consecințele acestei acțiuni aveau să fie decisive pentru soarta campaniei anului 1916. Străpungerea frontului român se făcuse. Bariera Carpaților fusese trecută. Zăgazul, care ținuse două luni șuvoiul dușman, se rupsese și peste el valul furios se năpusti la vale ca să înece câmpurile noastre. În coloane nesfârșite, cavaleria lui Schmettow începu marșul la aripa dreaptă a armatei Kuhne.:p. 461
Falkenhayn considera că prin reușita forțării Carpaților reușise să îndeplinească unul din obiectivele majore ale campaniei. La 1/14 noiembrie 1916 emite ordinul de luptă care stabilea acțiunile imediat următoare pentru consolidarea victoriei obținute și exploatarea succesului. 
Divizia 11 Infanterie bavareză a fost dislocată la aripa stângă a dispozitivului Corpului LIV, cu misiunea de a înainta în direcția generală sud-est, spre Drăgășani, pentru a deschide drumul spre valea Oltului, căzând în spatele Corpului I Armată român, care lupta în Valea Oltului.:pp. 142-143
Divizia 301 Infanterie rezervă trebuia să se deplaseze în urma Diviziei 11, cu misiunea de a asigura și siguranța flancului stâng al acesteia, în eventualitatea unor atacuri ale forțelor române, din direcția văii Oltului Olt. Comandamentul General LIV Rezervă și Diviziile 109 și 41 Infanterie urmau să continue înaintarea direct spre sud.:pp. 142-143
Corpul de Cavalerie a primit misiunea de a precede acțiunea unităților de infanterie, prin deplasarea în direcția Filiași-Strehaia-Craiova. Ca misiuni secundară, Corpul de Cavalerie trebuia să taie legăturile cu țara din spatele Detașamentului Cerna, precum și să curețe terenul, înlesnind operațiile diviziilor de infanterie.:pp. 142-143
Comandamentul german, nu mai prevedea la acel moment nici o rezistență serioasă a forțelor române, la vest de Olt.:p. 461 La 2/15 noiembrie 1916 trupele Detașamentului Jiu s-au oprit la sud de Târgu Jiu, între Jiu și Gilort, pe aliniamentul Cârbești-Dănești-Copăcioasa, unde au început organizarea unei noi poziții defensive.:p. 160

## Rezultate și urmări
Imediat după pierderea celei de-a doua bătălii de pe Valea Jiului comandamentul român a încercat limitarea pătrunderii forțelor germane și eventual respingerea lor înapoi în munți, prin acțiunile din cadrul Bătăliei de la Târgu Jiu, desfășurată în perioada 3/16-4/17 noiembrie 1916. Cu această bătălie se încheie cea de-a treia operație strategică de pe frontul românesc - Operația de apărare a trecătorilor din Munții Carpați - și a început cea de-a patra, Operația de apărare a Munteniei, care va dura până la finalul lunii decembrie 1916.:pp. 472-475
Punctul vulnerabil al dispozitivului românesc de apărare fusese găsit, din nenorocire, de inamic, cu puțin înainte de căderea zăpezilor, în Valea Jiului, unde lanțul munților e mai îngust și unde, toate crestele erau în stăpânirea dușmanului.:p. 909